# Pascal Ursinus
Pascal Ursinus (Gorinchem, 20 maart 1976) is zelfstandig ondernemer en directeur van Berengroep . Hij is initiatiefnemer van Doof.nl, de best bezochte nieuwssite voor doven en slechthorenden van de Benelux. Ursinus is laatdoof en heeft sinds 2006 een cochleair implantaat.

## Biografie
Ursinus werd horend geboren, maar werd door een progressieve slechthorendheid geleidelijk doof. Op zijn achtste jaar kreeg hij zijn eerste hoortoestellen en was op zijn negentiende jaar uiteindelijk helemaal doof. In 2006 besloot hij na lang overwegen een cochleair implantaat te nemen, met als gevolg dat hij nu weer slechthorend is. 
Ursinus is begonnen op een reguliere basisschool, maar is op zijn tiende jaar overgestapt op speciaal onderwijs voor slechthorenden in Rotterdam. Daarna is hij naar een middelbare school voor slechthorenden gegaan. Op zijn vijftiende jaar besloot hij, ondanks zijn verslechterende gehoor, over te stappen op een reguliere middelbare school in Gorinchem. Vervolgens deed hij de opleiding Digitale Communicatie aan de Hogeschool Utrecht.

## Werk
In 1997 startte Ursinus de digitale nieuwsbrief Doof.nl . Dit begon als een eenvoudige e-zine, dat in de loop van de jaren uitgroeide tot de best bezochte nieuwssite en de invloedrijkste community voor doven en slechthorenden in de Benelux. 
Na zijn opleiding werkte Ursinus meerdere jaren bij ICT dienstverlener Inter Access in de functie van Internet Marketing specialist. Tot hij in 2000 werd benaderd door Margot Vliegenthart, voormalig staatssecretaris van VWS, om ambassadeur te worden voor Drempels Weg , een project om internet toegankelijk te maken voor mensen met een beperking. Vervolgens was hij meerdere jaren werkzaam als account- en projectmanager bij communicatiebureau Mediamaal (voorheen NMG Nieuwe Media Groep). Op dit moment is Ursinus fulltime werkzaam als directeur en mede-eigenaar van Berengroep.